# George Enescu, Suceava

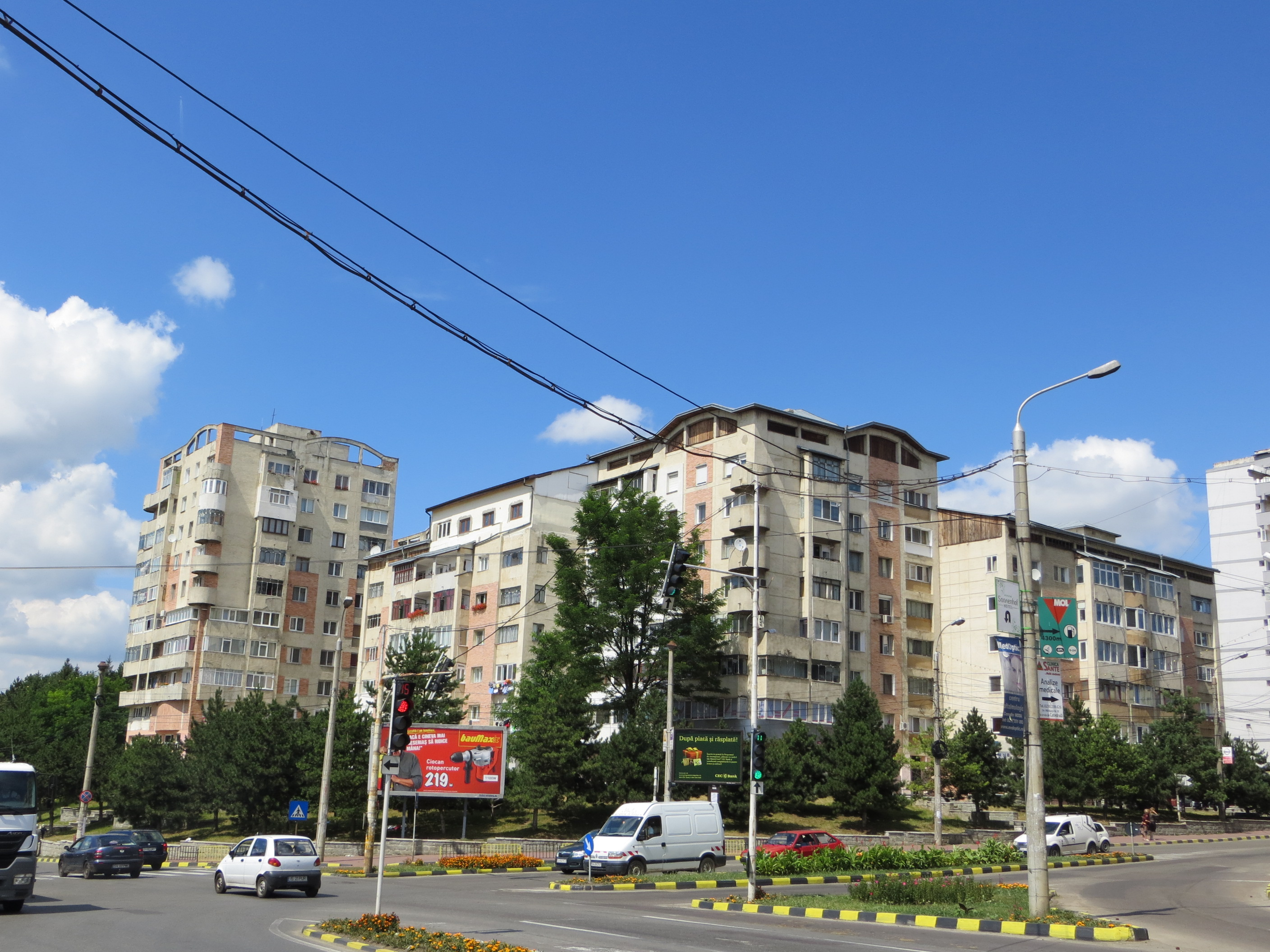
Blocuri de locuințe la intrarea în cartierul George Enescu

George Enescu este un cartier al municipiului Suceava, amplasat în partea sud-vestică a localității. El s-a format în jurul bulevardului George Enescu și se învecinează cu Obcini la sud-vest și cu Areni, Mărășești și Zamca la est și nord-est. 
George Enescu a fost construit în anii '70 ai secolului al XX-lea și reprezintă cartierul cu cea mai mare densitate a populației din municipiul Suceava, aici locuind aproximativ o cincime din locuitorii urbei. Include câteva dintre cele mai mari blocuri ale orașului: „Belvedere”, „Șarpe”, „Curcubeul”, „Vapor”, „Mobila”, „Albina”, „Iris”, „Moto-Velo”. În partea sud-vestică a cartierului se găsește Spitalul Clinic Județean de Urgență „Sfântul Ioan cel Nou”, cea mai importantă unitate medicală din județul Suceava, dată în folosință în anul 1964. În spatele ansamblului spitalicesc, pe strada Zorilor, se află Colegiul Național de Informatică „Spiru Haret” (fostul Liceu Sanitar). La limita nord-estică a cartierului a fost deschis complexul comercial Kaufland.

## Vezi și
- Suceava

  Materiale media legate de George Enescu la Wikimedia Commons